# 金鍔次兵衛
金鍔次兵衛（きんつば じひょうえ、慶長5年（1600年） - 寛永14年9月20日（1637年11月6日））は17世紀日本の聖アウグスチノ修道会司祭、カトリック教会の福者ペトロ岐部と187殉教者の1人。

## 生涯
金鍔次兵衛は肥前大村のキリシタンの両親の下に生まれ、父はレオ小右衛門、母はクララおきやといい、後に殉教者となる。洗礼名は「トマス」で姓名ははっきりしない。なお、「金鍔」という名は彼が長崎奉行所で役人に成りすましていた際にさしていた刀の金具である金鍔（きんつば）に由来する。6歳のころ、司祭を志し、有馬のセミナリヨ（キリシタン時代の神学校）で神学を学んだが徳川幕府による禁教令により、マカオに追放され引き継き勉学に励んだ。しかし1620年、マカオのセミナリヨが閉鎖され彼は帰国した。その2年後の1622年、彼はフィリピン・マニラに渡り聖アウグスチノ修道会に入会、修道士として着衣し修道名を「トマス・サン・アウグスティノ（聖アウグスチヌスのトマス」にした。
1627年、司祭叙階し、帰国を望んだが修道会の長上は迫害を増していく日本への帰国を許さなかった。1631年、ついに念願の帰国を果たし、同胞への宣教に励んだ。次兵衛は昼は長崎奉行所に馬丁（幕府の下級役人）として潜入し、牢屋に閉じ込められていた宣教師や信者らを励ましながら幕府の情報を採集し、夜になると、変装して隠れている信者らを励まし、司祭としての司牧に当たった。
1634年、奉行所に自分の正体が知られると、すぐに姿をくらまし、長崎中の山奥に潜伏し逃走を続け、幕府は彼の行動振りをみて魔術を操っているのではないか感じ、伝説と化していき、現在でも彼が隠れていたと伝えられる洞窟や地名が残されている。しかし、1636年に次兵衛は捕縛され拷問を受け、棄教を迫られたが彼は決して屈せずそれを拒み続けた。1637年8月21日（旧暦7月2日）より最初の逆さ吊りの刑を受けたが、8月23日（旧暦7月4日）、入港したポルトガル船の船員の取り調べを行うため一旦戻される。しかしそれ以降も口を割らなかったため、11月6日（旧暦9月20日）に長崎の西坂の丘で二度目の逆さ吊りの刑を受け殉教（死去）した。

## 列福
トマス金鍔次兵衛は殉教者として修道会で調査が行われたが日本の鎖国により中断され、1981年（昭和56年）、ローマ教皇ヨハネ・パウロ2世の来日を契機に調査を再開、2008年（平成20年）11月24日、ローマ教皇ベネディクト16世の裁可の下、長崎市で187人と共に列福された。